# 解釈主義
解釈主義（かいしゃくしゅぎ、英語: Interpretivism）は、法律における学説の一つで、解釈学の視点を法学に適用したもの。英語圏では特にロナルド・ドゥウォーキンの唱える説を指すことが多い。

## 大まかな主張
- 法律は、慣習と事実といったあらかじめ存在するものではなく、法律にたずさわるものが作る解釈の一種である。
- 法律と倫理は別のものであるが、明確な区別は存在しない
- 法律は、自然界に属するものではなく、価値および原理は、社会的な活動がなければ存在しない